# Señorío de Molina
Die Comarca Señorío de Molina ist eine der vier Comarcas in der Provinz Guadalajara der autonomen Gemeinschaft Kastilien-La Mancha.
Sie umfasst 62 Gemeinden auf einer Fläche von 3.364,66 km² mit dem Hauptort Molina de Aragón.

## Gemeinden
| Gemeinde                  | Einwohner (2024) | Fläche km² | Dichte Einw./km² | Cod INE | Postleitzahl |
| ------------------------- | ---------------- | ---------- | ---------------- | ------- | ------------ |
| Ablanque                  | 73               | 51,40      | 1                | 19002   | 19442        |
| Adobes                    | 28               | 32,66      | 1                | 19003   | 19325        |
| Alcoroches                | 127              | 32,25      | 4                | 19013   | 19310        |
| Algar de Mesa             | 46               | 23,83      | 2                | 19016   | 19332        |
| Alustante                 | 145              | 93,04      | 2                | 19027   | 19320        |
| Anquela del Ducado        | 50               | 25,66      | 2                | 19033   | 19287        |
| Anquela del Pedregal      | 29               | 38,23      | 1                | 19034   | 19357        |
| Baños de Tajo             | 14               | 28,28      | 0                | 19048   | 19390        |
| Campillo de Dueñas        | 74               | 60,63      | 1                | 19059   | 19360        |
| Castellar de la Muela     | 19               | 21,38      | 1                | 19076   | 19328        |
| Castilnuevo               | 8                | 19,54      | 0                | 19079   | 19391        |
| Checa                     | 271              | 179,68     | 2                | 19103   | 19310        |
| Chequilla                 | 14               | 15,30      | 1                | 19104   | 19310        |
| Ciruelos del Pinar        | 27               | 16,80      | 2                | 19089   | 19285        |
| Cobeta                    | 103              | 43,59      | 2                | 19090   | 19443        |
| Corduente                 | 290              | 232,92     | 1                | 19099   | 19341        |
| Embid                     | 33               | 36,20      | 1                | 19109   | 19339        |
| Establés                  | 34               | 52,27      | 1                | 19115   | 19287        |
| Fuembellida               | 14               | 26,05      | 1                | 19118   | 19390        |
| Fuentelsaz                | 83               | 40,36      | 2                | 19122   | 19287        |
| Herrería                  | 17               | 19,14      | 1                | 19134   | 19342        |
| Hombrados                 | 43               | 37,84      | 1                | 19139   | 19328        |
| Huertahernando            | 58               | 51,32      | 1                | 19148   | 19441        |
| Luzón                     | 58               | 56,98      | 1                | 19163   | 19285        |
| Maranchón                 | 218              | 153,32     | 1                | 19170   | 19280        |
| Mazarete                  | 27               | 56,17      | 0                | 19175   | 19286        |
| Megina                    | 27               | 27,89      | 1                | 19178   | 19315        |
| Milmarcos                 | 70               | 43,99      | 2                | 19183   | 19287        |
| Mochales                  | 35               | 32,32      | 1                | 19188   | 19332        |
| Molina de Aragón          | 3.280            | 168,33     | 19               | 19190   | 19300        |
| Morenilla                 | 48               | 28,37      | 2                | 19195   | 19328        |
| Olmeda de Cobeta          | 57               | 39,62      | 1                | 19201   | 19444        |
| Orea                      | 195              | 71,25      | 3                | 19204   | 19311        |
| Pardos                    | 34               | 23,15      | 1                | 19209   | 19336        |
| El Pedregal               | 63               | 23,20      | 3                | 19213   | 19327        |
| Peñalén                   | 75               | 59,18      | 1                | 19214   | 19462        |
| Peralejos de las Truchas  | 162              | 70,76      | 2                | 19216   | 19313        |
| Pinilla de Molina         | 11               | 23,18      | 0                | 19219   | 19312        |
| Piqueras                  | 33               | 32,31      | 1                | 19221   | 19325        |
| El Pobo de Dueñas         | 99               | 55,28      | 2                | 19222   | 19326        |
| Poveda de la Sierra       | 105              | 51,70      | 2                | 19223   | 19463        |
| Prados Redondos           | 46               | 53,43      | 1                | 19227   | 19352        |
| Rillo de Gallo            | 41               | 25,90      | 2                | 19237   | 19340        |
| Rueda de la Sierra        | 38               | 51,01      | 1                | 19243   | 19339        |
| Selas                     | 35               | 44,82      | 1                | 19254   | 19346        |
| Setiles                   | 84               | 56,77      | 1                | 19255   | 19324        |
| Taravilla                 | 41               | 60,68      | 1                | 19264   | 19314        |
| Tartanedo                 | 157              | 148,29     | 1                | 19265   | 19333        |
| Terzaga                   | 20               | 33,81      | 1                | 19267   | 19312        |
| Tierzo                    | 34               | 40,06      | 1                | 19268   | 19390        |
| Tordellego                | 40               | 33,47      | 1                | 19271   | 19325        |
| Tordesilos                | 90               | 46,49      | 2                | 19272   | 19323        |
| Torrecuadrada de Molina   | 22               | 35,80      | 1                | 19277   | 19355        |
| Torremocha del Pinar      | 35               | 50,47      | 1                | 19283   | 19345        |
| Torremochuela             | 8                | 17,82      | 0                | 19284   | 19391        |
| Torrubia                  | 26               | 28,18      | 1                | 19285   | 19337        |
| Tortuera                  | 157              | 82,21      | 2                | 19287   | 19338        |
| Traíd                     | 19               | 48,59      | 0                | 19289   | 19312        |
| Valhermoso                | 18               | 29,09      | 1                | 19309   | 19390        |
| Villel de Mesa            | 166              | 37,07      | 4                | 19324   | 19332        |
| La Yunta                  | 91               | 56,19      | 2                | 19332   | 19361        |
| Zaorejas                  | 115              | 189,14     | 1                | 19333   | 19495        |
| Comarca Señorío de Molina | 7.480            | 3.364,66   | 2                | –       | –            |